# Cúp quốc gia Wales 1986–87
 Cúp quốc gia Wales 1986-87 với đội vô địch là Merthyr Tydfil. Trận chung kết và đá lại diễn ra trên sân Ninian Park ở Cardiff với tương ứng 7,000 và 6,010 khán giả.

## Bán kết – Lượt đi
| Số thứ tự trận | Đội nhà        | Tỉ số | Đội khách   |
| -------------- | -------------- | ----- | ----------- |
| 1              | Newport County | 2–1   | Wrexham     |
| 2              | Merthyr Tydfil | 1–0   | Bangor City |

## Bán kết – Lượt về
| Số thứ tự trận | Đội nhà     | Tỉ số      | Đội khách      |
| -------------- | ----------- | ---------- | -------------- |
| 1              | Wrexham     | 2–2        | Newport County |
| 2              | Bangor City | 1–0 (2−4p) | Merthyr Tydfil |

## Chung kết
| Merthyr Tydfil     | 2–2 | Newport County |
| ------------------ | --- | -------------- |
| Latchford · Webley |     | Thackerey 2    |

| Merthyr Tydfil | Newport County |

## Đá lại
| Merthyr Tydfil | 1–0 | Newport County |
| -------------- | --- | -------------- |
| Baird          |     |                |

| Merthyr Tydfil | Newport County |